# Hedikhuizense Maas

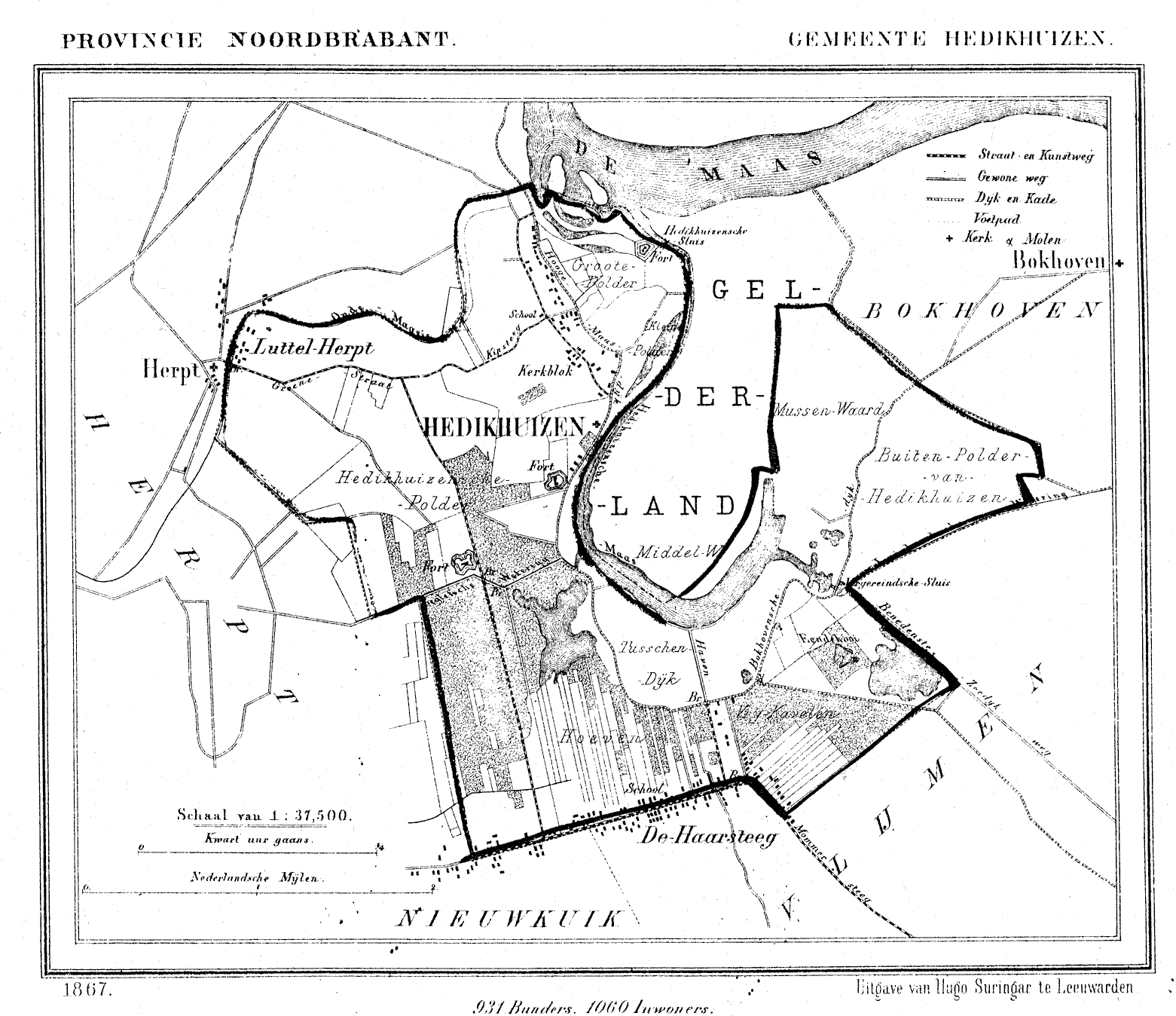
Gemeente Hedikhuizen in 1865. De Gelderse Waarden vormen een U-vormige enclave.

De Hedikhuizense Maas is een zeer scherpe meander van de Maas die reeds in 1474–1475 werd doorgegraven om de scheepvaart te vergemakkelijken. De meander bevindt zich tussen Hedikhuizen en Haarsteeg. Het gebied ten noorden van deze meander, en dus nu gelegen ten zuiden van de Maas, bleef als Gelderse Waarden nog tot 1958 tot Gelderland horen.
De Hedikhuizense Maas is sindsdien geleidelijk verland. Het is verworden tot een lang en smal water en deels zelfs een sloot. Het staat ook in verbinding met een systeem van uitwateringssloten dat onder meer de Luisbroekse Wetering omvat.
De historische riviermeander wordt omgeven door de Hoge Maasdijk bij Hedikhuizen en de Vergereindse Weg. Tot in het begin van de 16e eeuw heeft het Kasteel van Hedikhuizen aan de Hedikhuizense Maas gestaan, ter hoogte van het Komwiel te Haarsteeg.
Van 1826 tot 1911 heeft aan het Vergereind een poldermolen gestaan die het water van de Luisbroekse wetering in de Hedikhuizense Maas bracht. Dit was een ronde stenen molen van het type grondzeiler.